# Edward B. Branson
Pour les articles homonymes, voir Branson.
Edwin Bayer Branson est un géologue et paléontologue américain. Le géologue et paléontologue Carl Colton Branson (1906-1975) est son fils.

## Publications

### 1931
- (en) Branson E.B., Mehl M.G., 1931. Fishes of the Jefferson Formation of Utah. The Journal of Geology, Vol. 39, No. 6 (Aug. - Sep., 1931), pages 509-531.

### 1933
- (en) Branson E.B., Mehl M.G.., 1933. A study of Hinde's types of conodonts preserved in the British Museum, University of Missouri Studies, 8:133–156, pages 165–167.

### 1934
- (en) Branson E.B. & Mehl M.G., 1931. Conodonts from Glassy Creek Shale of Missouri. Univ. Missouri Studies.

### 1938
- (en) Branson E.B. & Mehl M.G., 1938. The Conodont Genus Icriodus and Its Stratigraphic Distribution. Journal of Paleontology, Vol. 12, No. 2 (Mar., 1938), pages 156-166.

### 1939
- (en) Branson E.B. & Mehl M.G., 1939. Conodonts—New Tools for the Stratigrapher.

### 1941
- (en) Branson E.B. & Mehl M.G., 1941. New and Little Known Carboniferous Conodont Genera. Journal of Paleontology, Vol. 15, No. 2 (Mar., 1941), pages 97-106.

### 1944
- (en) Branson E.B. & Mehl M.G., 1944. Conodonts. in HW Shimer and RR Shrock, Index Fossils of North America.

### 1951
- (en) Branson E.B., Mehl M.G. & Branson C.C., 1951. Richmond Conodonts of Kentucky and Indiana. Journal of Paleontology, Vol. 25, No. 1 (Jan.), pages 1-17.